# 上芝功博
上芝 功博（うえしば よしひろ、1935年 - ）は、日本の心理学者。法務技官として、非行少年の診断・鑑別を担当。那覇、京都、神戸、大阪、東京少年鑑別所所長など歴任。退官後は、千葉大学教育学部教授、甲南大学大学院、龍谷大学にて講師として活躍。専門はロールシャッハ・テスト。

## 経歴
- 1935年 京都府亀岡市出身
- 1953年 京都府立亀岡高等学校卒業
- 1957年 京都大学文学部哲学科（心理学専攻）卒業
- 1995年 東京少年鑑別所退任
- 1995年 - 2000年 千葉大学教育学部教授
- 2000年 - 龍谷大学、甲南大学大学院講師

## 著書
- 「犯罪者の心理診断」（『犯罪心理学』新曜社、1974年）
- 「ロールシャッハテスト」（『心理検査学』垣内出版、1975年）『臨床ロールシャッハ解釈の実際』（垣内出版、1977年）
- 訳書 ピオトロフスキー『知覚分析』（新曜社、1980年）

ほか。